# Sagena
Sagena je naziv za vrstu broda koja se gradila na Jadranu u 10. st. za vrijeme hrvatskoga kralja Tomislava. Opis sagene nije nigdje očuvan, ali se pretpostavlja da je po svom obliku negdje između trgovačkoga i ratnoga broda i da je bila duga do 20 i široka 4 metra s gazom od 1 metra. Imala je 15 pari vesala u jednom redu (jednoveslarka), jedan, dva ili tri jarbola na kojima je razapinjala križna ili latinska jedra, a kormilarilo se veslima na krmi. U ulozi ratnoga broda sagene su opremane privremenim kaštelima s kruništem na pramcu i na krmi. Riječ sagena potječe od grč. sagene (velika mreža) pa se vjerojatno sagena najprije koristila za ribarenje. Za vrijeme Tomislava, prema Konstantinu Porfirogenetu, Hrvatska je imala 80 sagena.
Prema sageni je ime dobila i istoimena klapa iz Zagreba.

## Vanjske poveznice
- „Sagena” enciklopedija.hr. Hrvatska enciklopedija.
- „sagena” Hrvatska tehnička enciklopedija, portal hrvatske tehničke baštine. LZMK